# Hans Miksch
Hans Miksch (ur. 24 czerwca 1846 w Libercu, zm. 14 maja 1904 w Dreźnie) – austriacki architekt i budowniczy tworzący w stylu historyzmu.

## Życiorys
Urodził się w rodzinie związanej z działalnością architektoniczną i budowlaną, jego ojciec Johann był architektem miejskim w Reincherbergu (ob. Liberec) w północnych Czechach. Nie wiemy jakie i gdzie uzyskał wykształcenie. Mieszkał na stałe w Wiedniu. Pracę rozpoczął w biurze projektowym hrabiego Zichy. W latach 1881–1901 prowadził wraz z Julianem Niedzielskim biuro architektoniczno-budowlane Miksch & Niedzielski w tym mieście, które szybko zyskało renomę w krajach monarchii habsburskiej. Po śmierci Niedzielskiego w 1901 nie realizował już większych projektów budowlanych. Niespodziewanie zmarł podczas podróży służbowej do Drezna w 1904 i tam też został pochowany.

### Ważniejsze prace i realizacje budowlane
- [wraz z Julianem Niedzielskim] Willa Rudolfa Larischa, Krnov (1888)
- [wraz z Julianem Niedzielskim] kolumnada w Marienbadzie, Mariańskie Łaźnie (1888-1889)
- [wraz z Julianem Niedzielskim] budynek kasy oszczędności w Libercu (1888-1891)
- [wraz z Julianem Niedzielskim] budynek handlowo-mieszkaniowy, Wiedeń, Wollzeile 36 (1890)
- [wraz z Julianem Niedzielskim] willa Ignatza Petschka, Ústí nad Labem, (1890)
- [wraz z Julianem Niedzielskim] budynek mieszkalny Haberhof, Wiedeń 2, Mühlfeldgasse 15 (1891)
- [wraz z Julianem Niedzielskim] restauracja zamku i willa Ludwiga Wolfruma w Ústí nad Labem (1892)
- [wraz z Julianem Niedzielskim] Brama wjazdowa do ZOO na Praterze, Wiedeń (1893 – rozebrana 1902)
- [wraz z Julianem Niedzielskim] Budynek fabryczny firmy Georga Wolfruma, Ústí nad Labem, (1895)
- [wraz z Julianem Niedzielskim] budynek ratusza w Nowym Sączu (1894-1897)
- [wraz z Julianem Niedzielskim] budynek gimnazjum, Wiedeń, Stubenbastei 6-8 (1901, realizacja w 1911)
- rozbudowa hotelu „Schloss Cobenzl”, Wiedeń, Cobenzl (1896–1899 rozebrany w 1966)

projekty niezrealizowane
- [wraz z Julianem Niedzielskim] budynek teatru, Liberec (1881)
- [wraz z Julianem Niedzielskim] budynek ratusza, Liberec (1887)
- [wraz z Julianem Niedzielskim] budynek Muzeum Sztuki Dekoracyjnej, Liberec (1887)
- [wraz z Julianem Niedzielskim] budynek Muzeum Sztuki Dekoracyjnej, Liberec (1893)

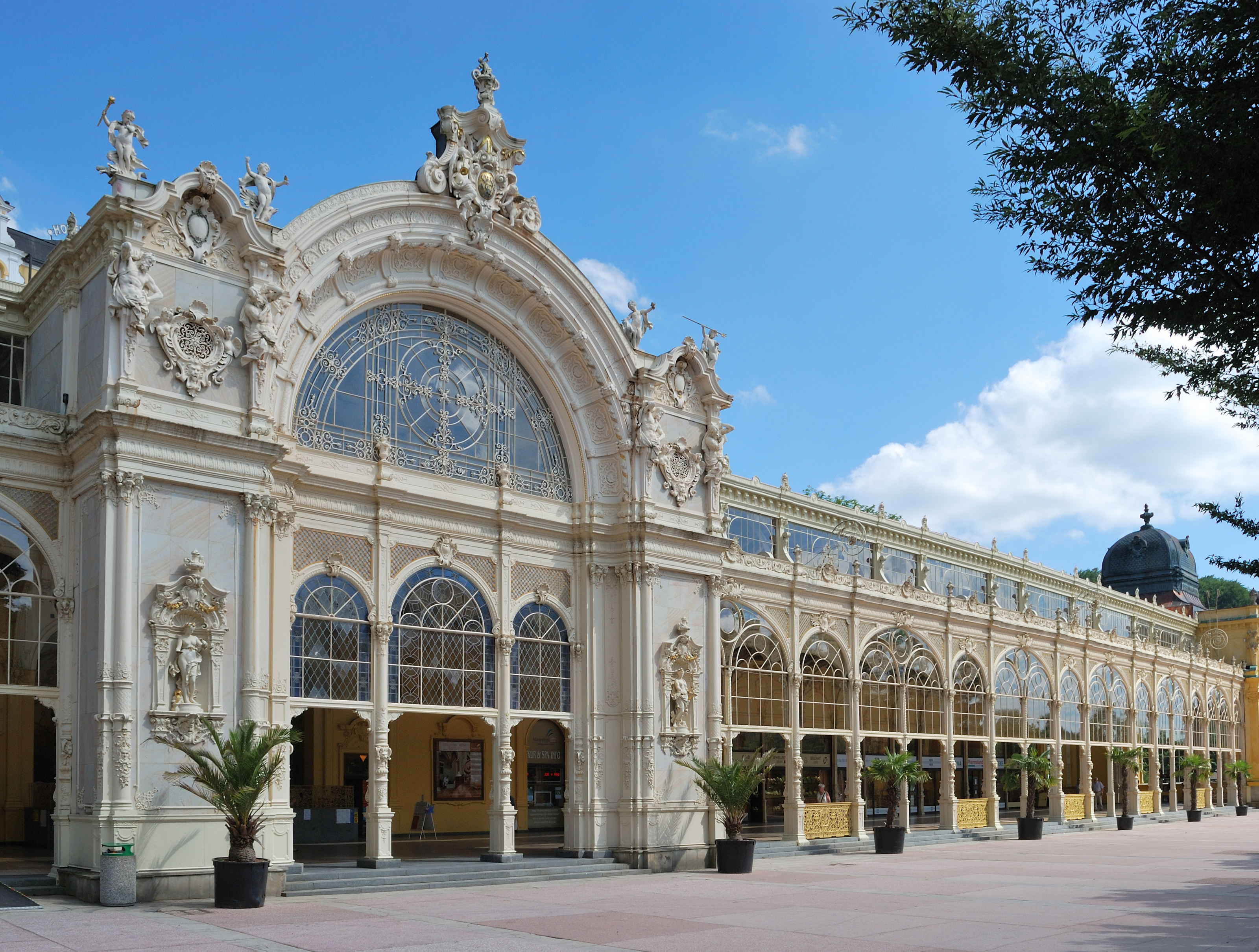
Kolumnada w Marienbadzie – Mariánské Lázně
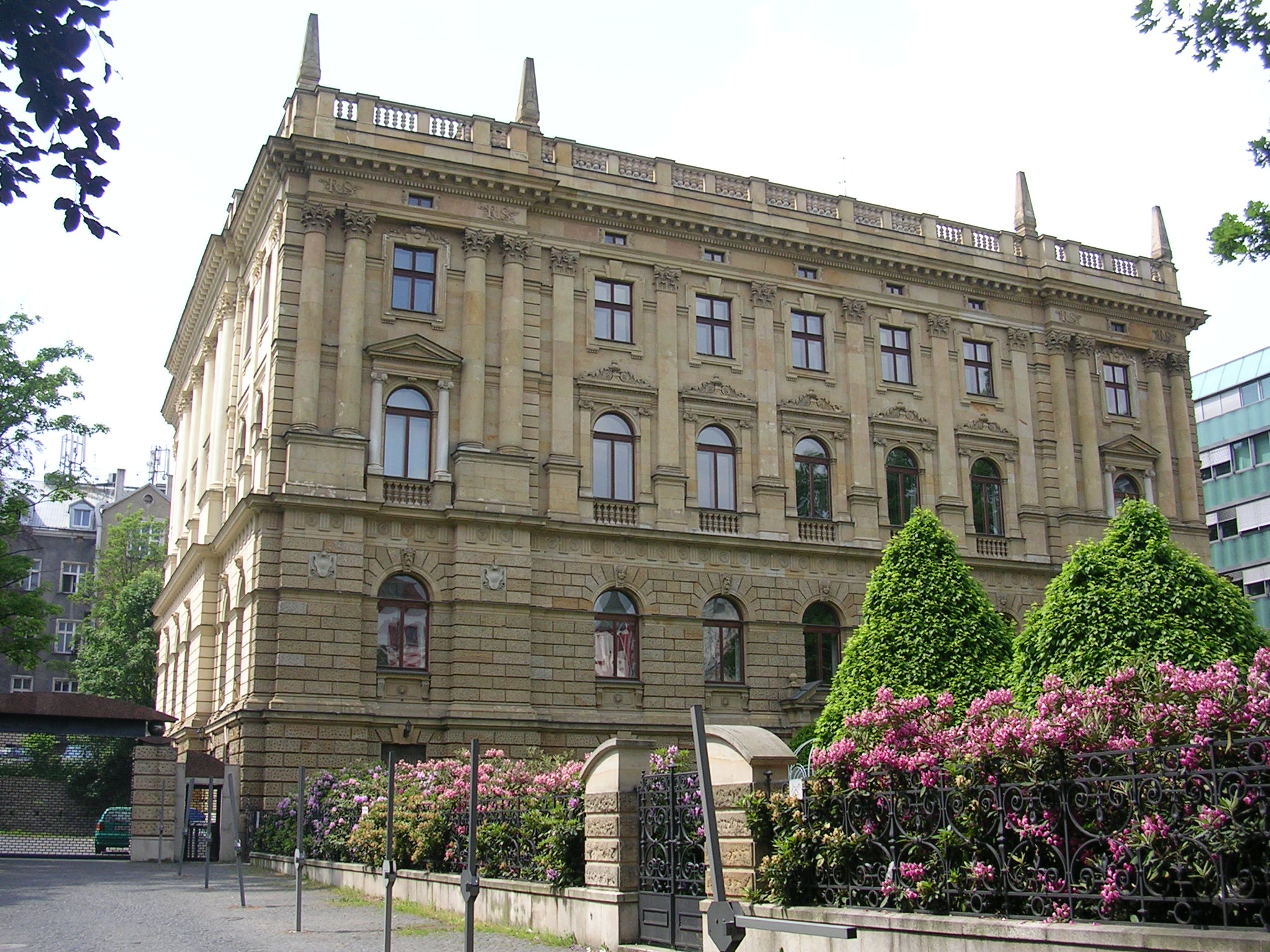
Kasa Oszczędnościowa – Liberec
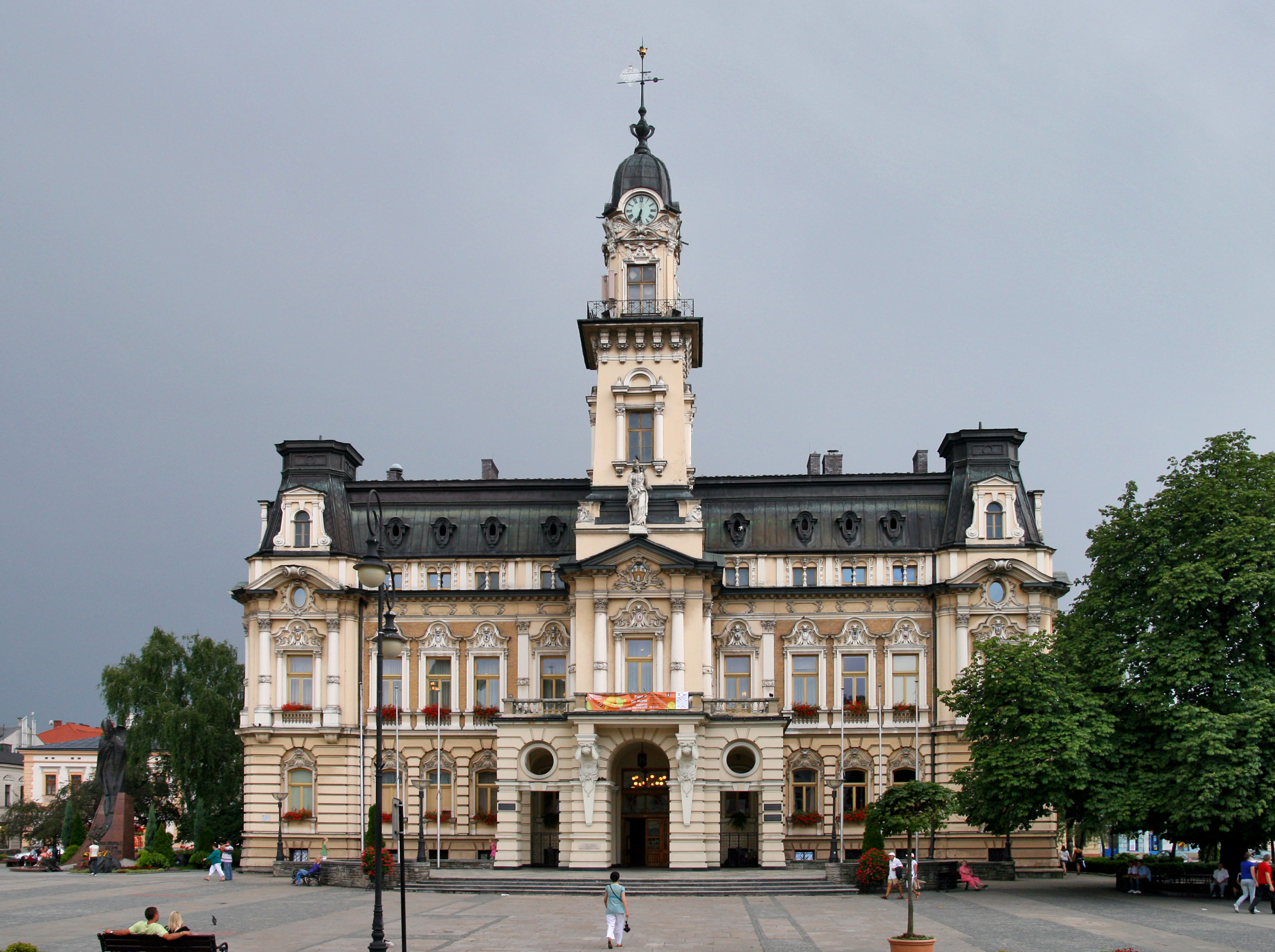
Ratusz w Nowym Sączu
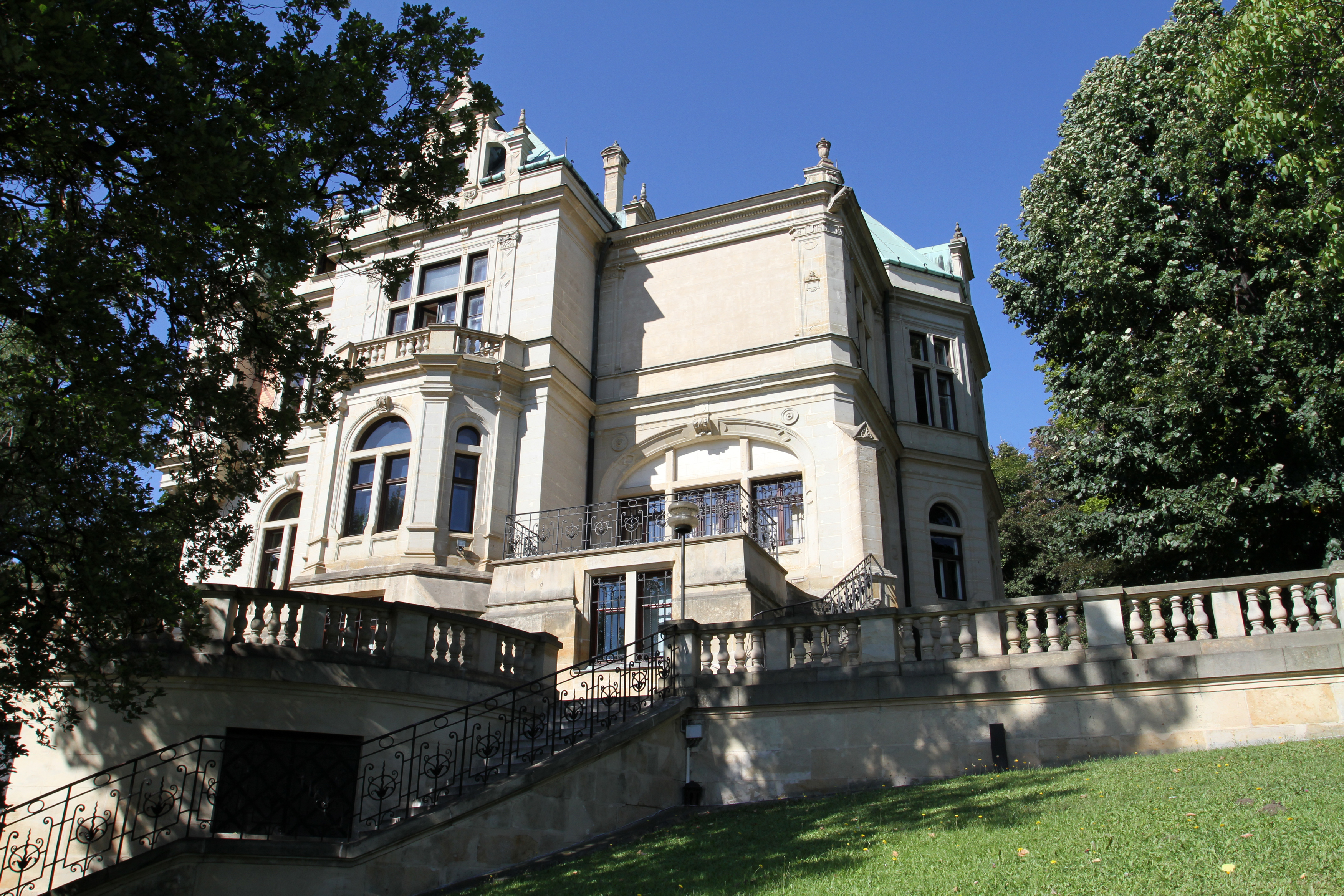
Villa Wolfruma – Ústí nad Labem
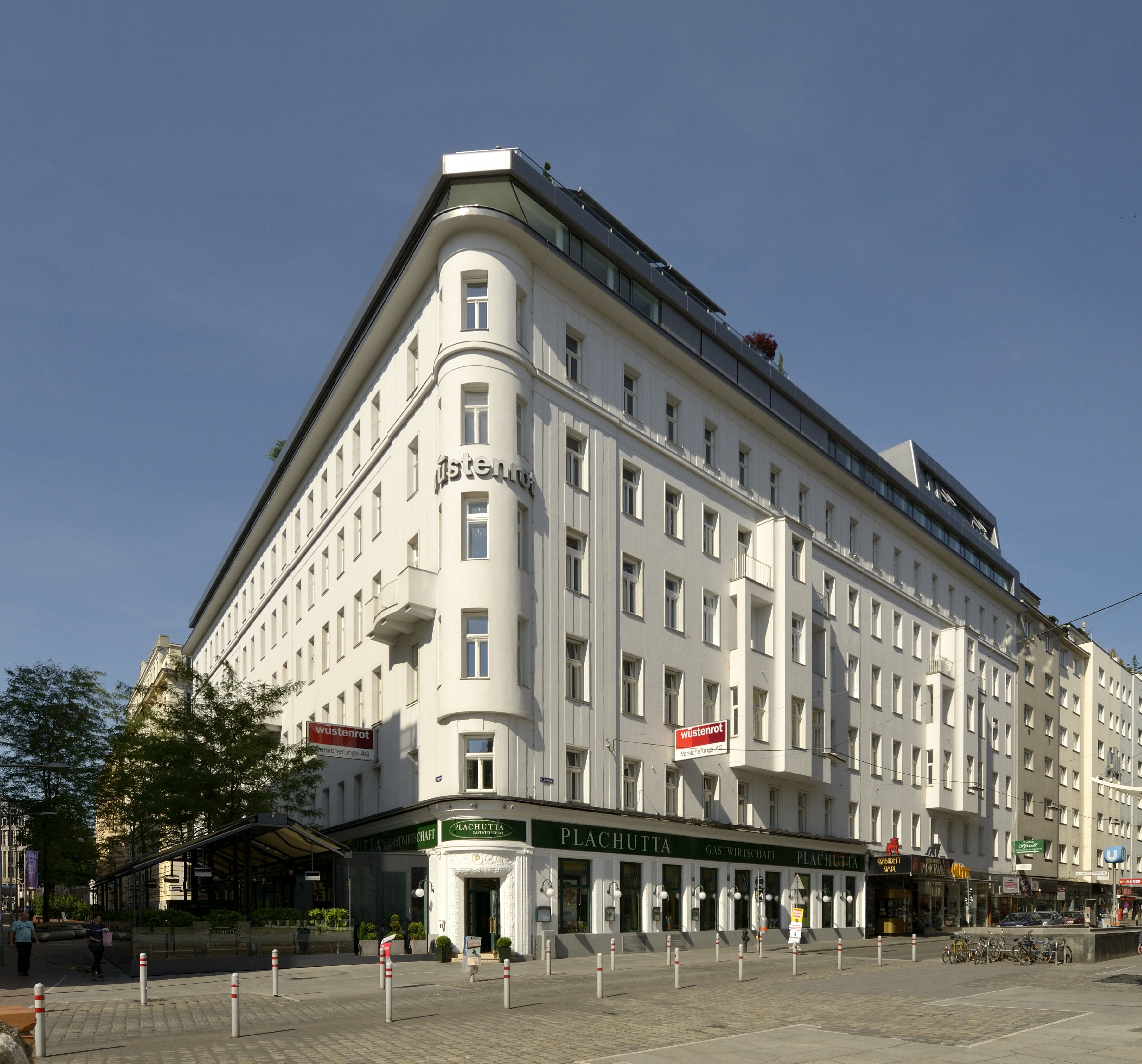
Budynek mieszkalny, Wiedeń, Wollzeile 36
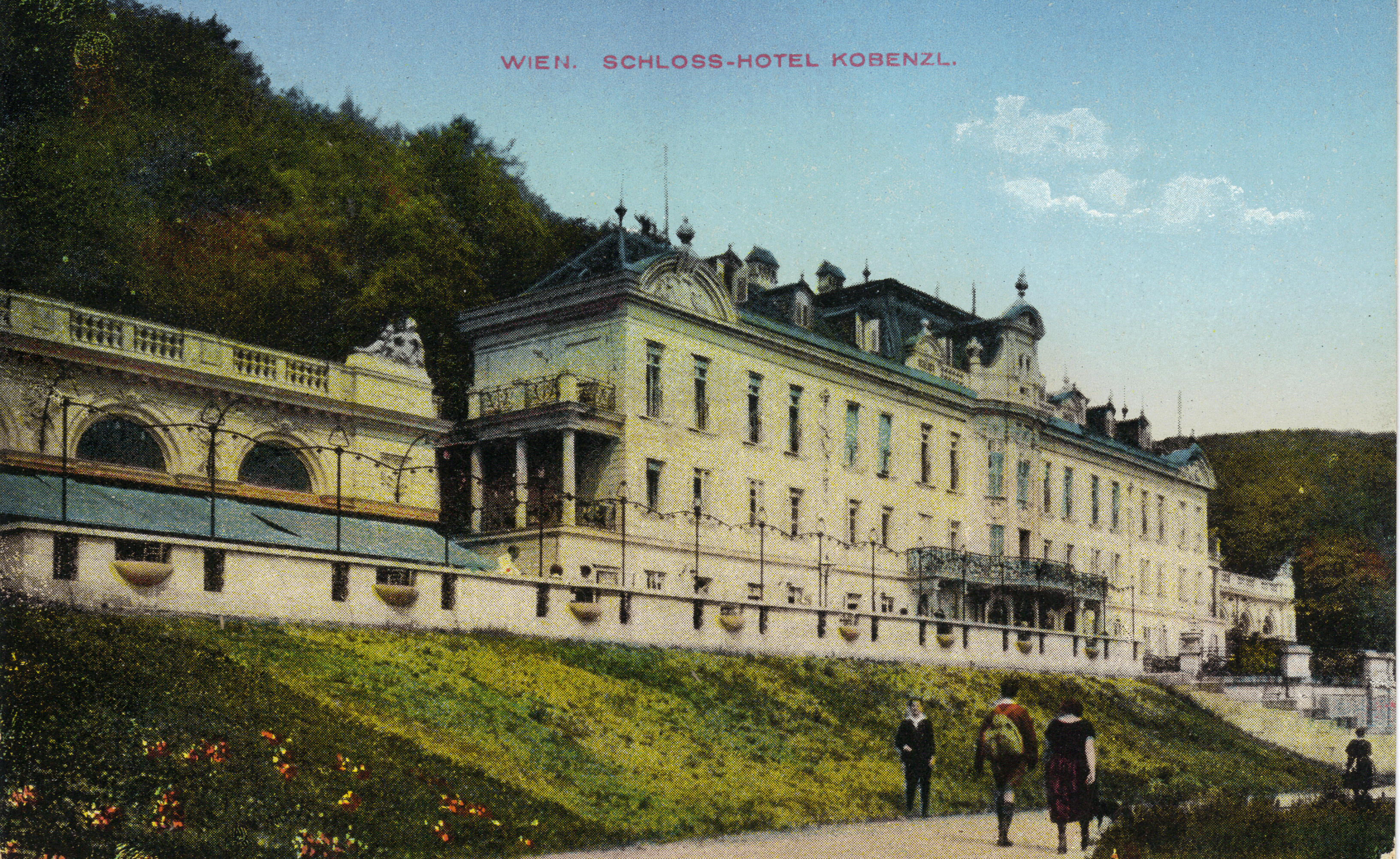
Hotel „Schloss Cobenzl” – Wiedeń
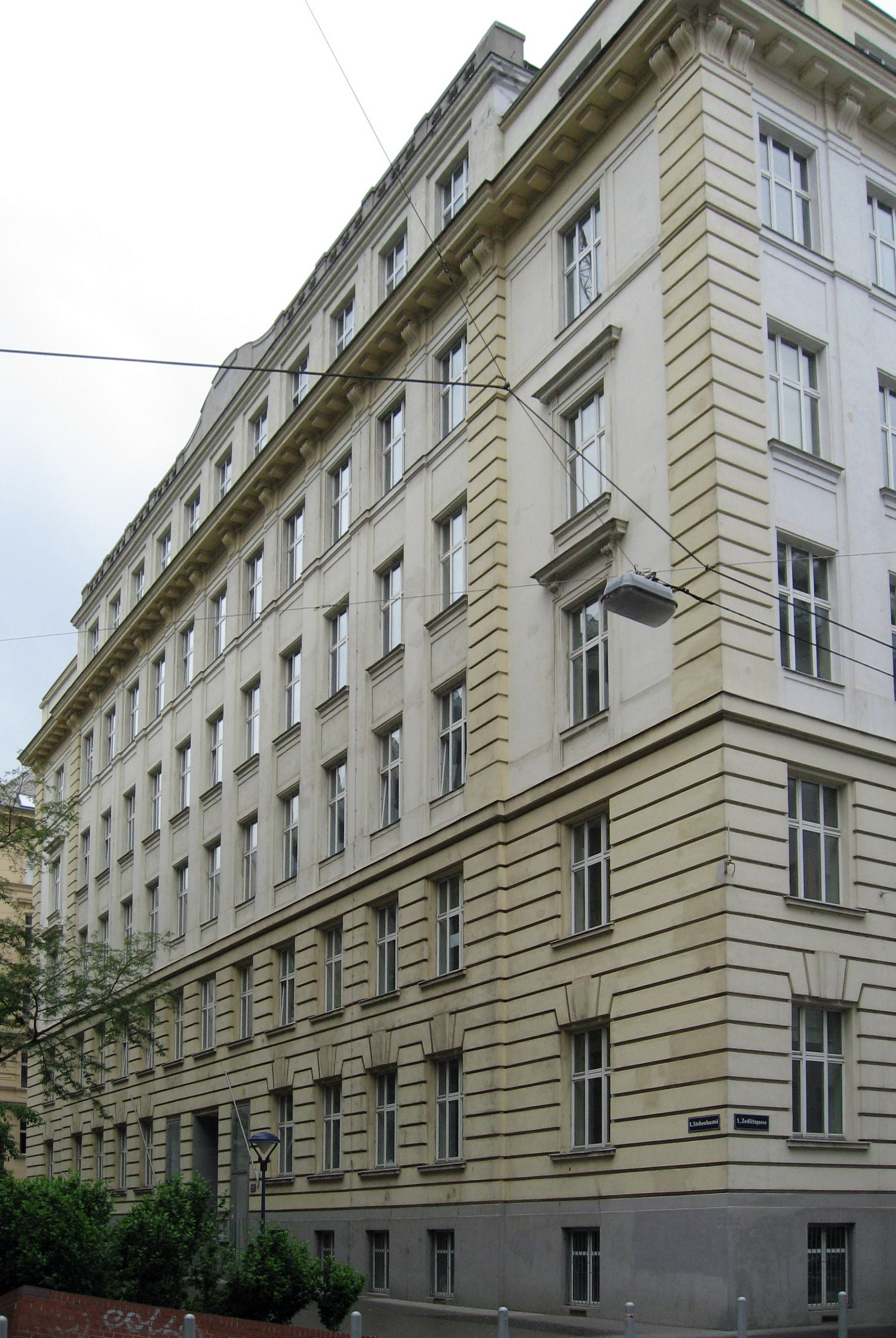
budynek gimnazjum, Wiedeń, Stubenbastei 6-8
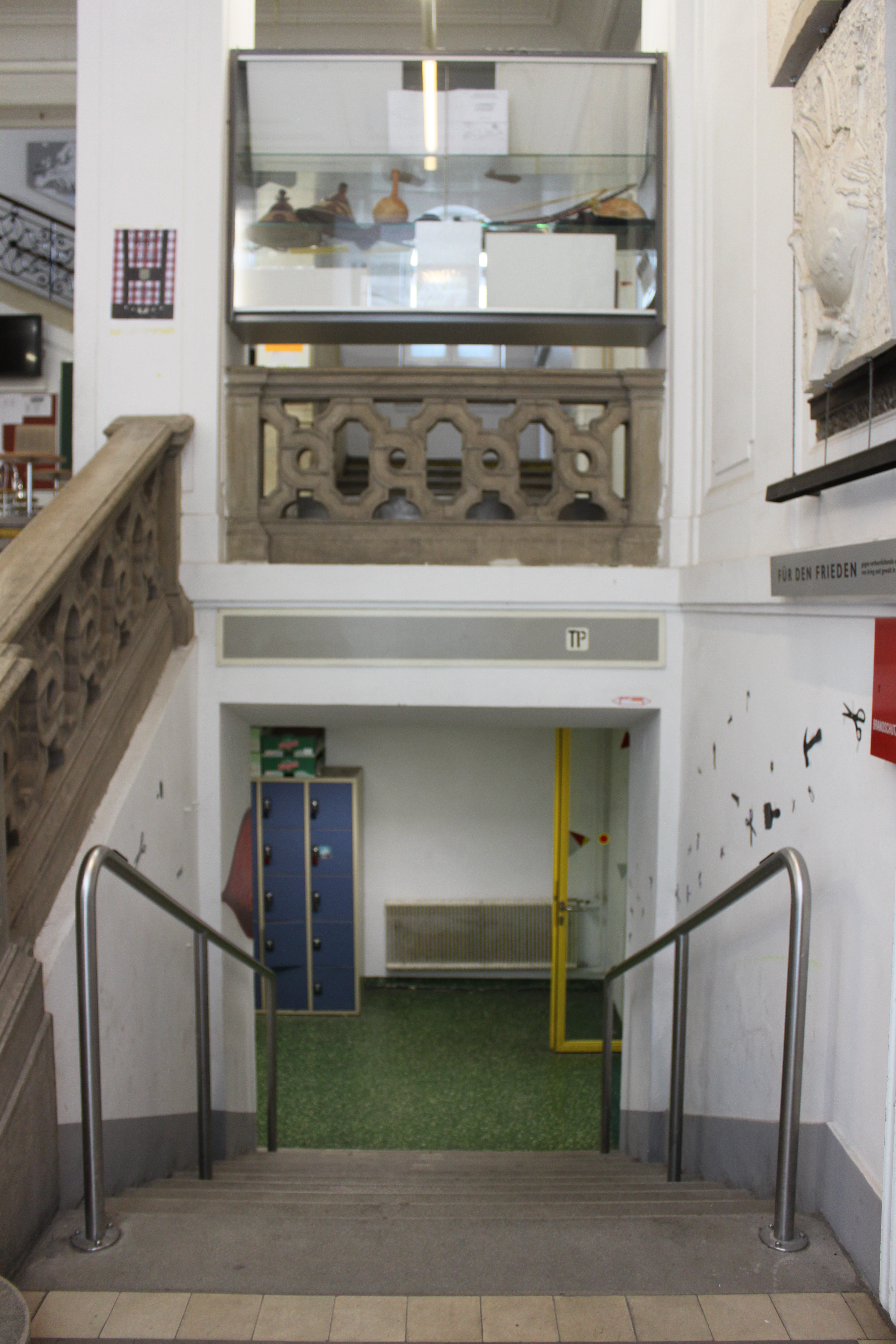
budynek gimnazjum, Wiedeń, Stubenbastei 6-8 klatka schodowa